# Hubert Schiel
Hubert Schiel (* 24. Februar 1898 in Engen (Hegau); † 7. März 1983 in Trier) war ein deutscher Bibliothekar und Kirchenhistoriker.

## Leben und Werk
Hubert Schiel war der Sohn des badischen Staatsbeamten Otto Schiel und Bruder vom späteren Generalmajor der Wehrmacht Otto Schiel. Nach dem Besuch des Bertholdgymnasiums in Freiburg im Breisgau studierte er Katholische Theologie, Philosophie, Klassische Altertumswissenschaften und Pädagogik in Freiburg, München und Berlin. 1923 wurde er an der Universität München in den Fächern Philosophie, Psychologie, Pädagogik und Neutestamentliche Wissenschaft promoviert. Schiel gehörte der katholischen Jugendbewegung Quickborn an. 1925/26 war er zunächst Referent beim Deutschen Caritasverband in Freiburg. 1926 begann er die Ausbildung für den höheren Bibliotheksdienst an der Universitätsbibliothek Freiburg und setzte diese ab 1928 an der Bayerischen Staatsbibliothek München fort. Nach der bibliothekarischen Fachprüfung 1929 wurde er 1930 kurzzeitig Bibliotheksassessor in Freiburg und noch im gleichen Jahr Bibliotheksrat an der Stadtbibliothek Frankfurt, wo er 1933 Stellvertreter des Direktors und 1938 kommissarischer Direktor der Bibliothek für Kunst und Technik wurde.  Von 1941 bis 1943 war Schiel Leiter des Referats Bibliotheksschutz bei der deutschen Militärverwaltung in Brüssel und von 1944 bis 1945 kommissarischer Direktor der Landes- und Universitätsbibliothek in Brünn. Danach war er zunächst als freier Autor tätig und dann von 1948 bis zu seiner Pensionierung 1963 Direktor der Stadtbibliothek Trier und des Stadtarchivs Trier. In seiner Amtszeit konnte 1957 ein neuer Bibliotheksbau eröffnet werden.
Wissenschaftlich beschäftige er sich vor allem mit Leben und Werk katholischer Theologen des 18. und 19. Jahrhunderts, so Johann Baptist von Hirscher und Johann Michael Sailer. In Trier beschäftigte er sich insbesondere mit dem Nachlass von Franz Xaver Kraus, der während seiner Amtszeit 1951 gemäß einer testamentarischen Verfügung von Kraus erstmals geöffnet werden durfte. Schiel veröffentlichte zu diesem Thema zahlreiche Aufsätze, vor allem aber die Tagebücher von Franz Xaver Kraus. Sein eigener Nachlass befindet sich in der Trierer Benediktinerabtei St. Matthias.
Sein Bruder Otto wurde nach Kriegsende in Frankreich für die Zerstörung Gérardmer angeklagt. Anfang Februar 1949 schrieb Hubert einen Brief an den Staatspräsidenten des Landes Baden Leo Wohleb und bat um Hilfe beim Abschluss des Verfahrens.

## Veröffentlichungen (Auswahl)
- Johann Baptist von Hirscher, eine Lichtgestalt aus dem deutschen Katholizismus des 19. Jahrhunderts. Caritas-Verlag, Freiburg i. Br. 1926 (= überarbeitete Dissertation).
- Geeint in Christo. Bischof Sailer und Christian Adam Dann, ein Erwecker christlichen Lebens in Württemberg. Aupperle, Schwäbisch Gmünd 1928.
- Im Spannungsfeld von Kirche und Politik. Franz Xaver Kraus. Gedenkschrift zum 50. Todestag auf Grund des unversiegelten Nachlasses. Paulinus, Trier 1951.
- Die Umwelt des jungen Karl Marx. Ein unbekanntes Auswanderungsgesuch von Karl Marx. Lintz, Trier 1954.
- (Hrsg.): Franz Xaver Kraus: Tagebücher. Bachem, Köln 1957.

Übersetzungen
- Antonio Rosmini: Grundlehren der christlichen Vollkommenheit. Burg Rothenfels am M. 1925.
- Thomas Morus: Utopia. 1947.
- Erasmus von Rotterdam: Vertraute Gespräche (Originaltitel: Colloquia familiaria, 1518). Köln 1947.